# Cephalelus gonubiensis
Cephalelus gonubiensis är en insektsart som beskrevs av Davies 1988. Cephalelus gonubiensis ingår i släktet Cephalelus och familjen dvärgstritar. Inga underarter finns listade i Catalogue of Life.